# Ronald Yávar
Ronald Hernán Yávar Valenzuela (Santiago, Chile, 9 de septiembre de 1956) es un exfutbolista, entrenador y preparador de arqueros chileno. Actualmente se desempeña como preparador de arqueros en el primer equipo de Unión Española.
Yávar formó parte de la Selección de fútbol de Chile en 1990, siendo suplente sin jugar minutos en la Copa Expedito Teixeira.

## Clubes

### Como jugador
| Club               | País  | Año       |
| ------------------ | ----- | --------- |
| Colchagua          | Chile | 1977      |
| Unión Española     | Chile | 1978-1983 |
| Santiago Wanderers | Chile | 1984      |
| Cobreandino        | Chile | 1985-1986 |
| Unión La Calera    | Chile | 1987      |
| Unión Española     | Chile | 1988-1990 |
| Cobresal           | Chile | 1991      |
| Deportes Temuco    | Chile | 1992-1994 |
| Fernández Vial     | Chile | 1995      |
| Magallanes         | Chile | 1996      |
| Unión Española     | Chile | 1997      |

### Como entrenador
| Club       | País  | Año       |
| ---------- | ----- | --------- |
| Magallanes | Chile | 1999-2000 |
| O'Higgins  | Chile | 2006      |

## Palmarés

### Como jugador

#### Campeonatos nacionales
| Título           | Club           | País  | Año  |
| ---------------- | -------------- | ----- | ---- |
| Copa de Invierno | Unión Española | Chile | 1989 |